# LOL (^^,)
LOL <(^^,)> is een studioalbum van de Zweedse producer Basshunter uit 2006. De debuutsingle Boten Anna werd een nummer 1-hit in Nederland. Daarna is het nummer Vi sitter i Ventrilo och spelar DotA als single uitgebracht.

## Tracklist
1. "Vi sitter i Ventrilo och spelar DotA"
2. "Boten Anna"
3. "Strand Tylösand"
4. "Sverige"
5. "Hallå där"
6. "Mellan oss två"
7. "Var är jag"
8. "Utan stjärnorna"
9. "Festfolk" [2006 Remix]
10. "Vifta med händerna" [Basshunter Remix] (Patrik och Lillen)
11. "Professional Party People"
12. "I'm Your Basscreator"
13. "Boten Anna" [Instrumental]
14. "Vi sitter i Ventrilo och spelar DotA" [Extended Version]